# Ngavang Namgjal
Ngavang Namgjal (kasneje mu je bil podeljen častni naziv šabdrung Rinpoče, kar pomeni približno h kateremu nogam se podredi) (šabdrung Ngawang Namgyal) (tibetanščina: ཞབས་དྲུང་ངག་དབང་རྣམ་རྒྱལ་, Wylie: zhabs drung ngag dbang rnam rgyal; alternativna izgovorjava šabdrung Ngavang Namgjel; 1594–1651) je bil Tibetanski budist lama in združitelj Butana kot nacionalne države. Ob tem da je leta 1630 združil različna fevdalna gospostva, si je hkrati prizadeval oblikovati ločeno butansko kulturno identiteto, ločeno od tibetanske iz katere je sam izhajal. Njegovo smrt leta 1651 so tajili nadaljnjih 50 let.

### Biografija šabdrung Ngavang Namgjala
Šabdrung Ngavang Namgjal [1594-1651], naj bi bil takojšnja reinkarnacija četrtega Gjalvang Drukčena (Gyalwang Drukchen) (brug chen), vsevednega Pema Karpe (kun mkhyen padma dkar po) in bil zato v svoji mladosti ustoličen kot 18. prestolonaslednik »dedni princ« Ralunga (rwa lung). Kot predhodni prestolonasledniki Ralunga, je bil rojen eni od vej plemenitih Gya (rgya) družin izhajajočih od Lha Njen in Lha Bum, ki sta bila starejša brata Tsangpa Gjare Ješe Dordža ustanovitelja sekte Drukpa ((sekta Rdečih kap)), šole Kagju in prvi Drukčen. Ta veja klana Gja je dala vse Drukpa voditelje in kontrolirala glavno vejo sekte Drukpa, šole Kagju, ki je imela središče v samostanih Ralung in Nam Druk (gnam ’brug), vse od časa Tsangpa Gjare Ješe Dordža do 14. vodje ralunga in drugega Drukčena Gjalvang Kunga Paldžorja (1428-1476). Šabdrung Ngavang Namgjalov oče je bil Drukpa Mip'am Tenpai Njima (yab chen mi pham bstan pa'i nyi ma) [1567-1619] sin Drukpa Mipham Čögjala in matere Sonam Pelkji Butri (bsod nams dpal gyi bu khrid), hčerke vladarja Kjishö (sde pa skyid shod).
Ustoličenje Ngavang Namgjala na Ralungu kot inkarnacije Drukpa je izpodbijal Lhacev Ngavang Zangpo, vplivni podpornik Drukpe Pema Karpa, ki je podpiral priznanje konkurenčnega kandidata, Gjalvang Pagsam Vangpa, ki je bil nezakonski sin Čongdže Depa, Ngavang Sönam Dragpa, kot Gjalvang Drukpa inkarnacije. Lhaceva in podporniki Čongdže Depa so priredili ceremonijo ustoličenja Pagsam Vangpa kot inkarnacije Künkjen Pema Karpa in Gjalvang Drukpa v samostanu Taši Thongmen. Čongdže Depa je prepričal Tsang Desija (ali Depo Tsangpa), najmočnejšega vladarja v Tibetu in podpornika rivalske sekte Karma Kagju, da bi podprli priznanje Pagsam Vangpa kot Gjalwang Drukpa in inkarnacije Künkhjen Pema Karpe. Do 1612 je Tsang Desi, Karma Phuntsok Namgjal (Wylie: Kar-ma Phun-tshogs Rnam-rgyal) pridobil kontrolo nad vsemi Ü-Tsangi.
Nekaj časa je šabdrung Ngavang Namgjal še naprej živel na sedežu glavnega Drukpa v Ralungu, ne glede na to kdo je upravičen, da se ga jemlje kot pravo inkarnacijo Kunkjen Pema Karpa. Ngavang Namgjal je bil glavni naslednik sekte ali budistične šole in legitimen nosilec prestola v samostanu Ralung, tradicionalnem sedežu sekte Drukpa.

## Umik iz Tibeta v Butan
Glede na spor, ki so ga imeli šabdrung Rinpoče in njegovi pristaši s pomembnim lamo sekte Karma Kagju, Pawo Tsugla Gjatcom [1568–1630], je Tsang Desi zahteval izplačilo kompenzacije in da mu morajo biti predane svete relikvije iz Ralunga kot je Rangdžung Kharsapani, da jih bo lahko dal rivalu Gjalvang Drukpe inkarnacije Gjalva Pagsam Vangpo.
Ker šabdrung Rinpoče tega ni hotel storiti, se je Tsang Desi pripravljal to narediti z oboroženimi stražarji in zapeti šabdrung Rinpočeja. Tako se je ta pred grožnjo zapora in sledeč viziji leta 1616 umaknil iz Tibeta v Butan, kjer je ustanovil novo bazo v zahodnem Butanu in ustanovil samostan Čeri v dolini Thimphu.
Leta 1629 je zgradil Simtokha dzong ob vstopu v dolino Thimphu. Iz te samostanske trdnjave (dzong) je lahko nadziral ves promet med bogato dolino Paro na zahod in dolino Trongsa na vzhod.

## Združitev Butana
Ngavang Namgjal je utrdil kontrolo nad zahodnim Butanom s podreditvijo nasprotnikov, ki so pripadali sekti Lhapa, veji sekte Drikung Kagyu, ki je v Butanu zgradila nekaj originalnih dzongov, vključujoč Punakha dzong v letih 1637-38. Od 12. stoletja so sekte Drukpa, šole Kagju, Lhapa Kagyu in Nenyingpa nadzirale dele zahodnega Butana. Ngavang Namgjal je postopoma zavzel in združil vse območje Butana, čeprav je v osrednjem in vzhodnem delu še naprej dovolil delovati stari sekti Njingma. (Ta sekta še danes predstavlja okoli 30 % vseh butanskih menihov, ki so zasebno financirani, čeprav južna sekta Drukpa, šole Kagyu dobi finančno podporo kot državna vera v Butanu).
Leta 1634 je Ngavang Namgjal v Bitki petih lam premagal združene tibetansko-butanske sile, kar je imelo za posledico združitev v enovito državo.

## Smrt
Šabdrung Ngavang Namgjal je umrl leta 1651 in oblast prenesel na lokalne guvernerje penlope namesto na naslednika šabdrunga. Njegovo smrt so kar 54 let držali v tajnosti, da bi s tem preprečili boj za njegovo nasledstvo. V tem času so ukaze in dekrete izdajali v njegovem imenu, s pojasnilom, da se je umaknil v samoto. 
V sodobnem času v Butanu obeležujejo obletnico njegove smrti kot butanski državni praznik in sicer v 3. mesecu, 10. dne po butanskem koledarju.